# Reakcja drugiego rzędu

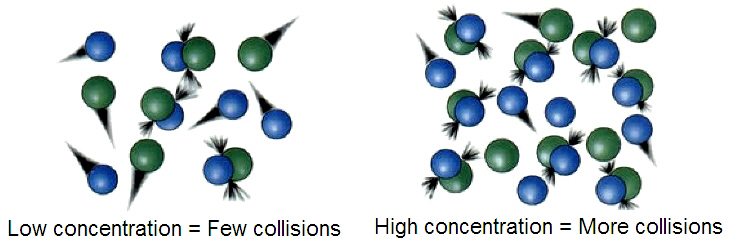
Szybkość reakcji zależy od prawdopodobieństwa zderzeń między cząsteczkami o odpowiednio wysokiej energii (teoria zderzeń, energia aktywacji)

Reakcja drugiego rzędu – reakcja, w której równaniu kinetycznym (w postaci jednomianu potęgowego) suma wykładników potęg jest równa 2.
Można też ją zdefiniować jako reakcję elementarną, której kinetykę opisuje równanie kinetyczne będące jednomianem drugiego stopnia. Oznacza to, że szybkość reakcji jest proporcjonalna do iloczynu dwóch wartości stężenia reagentów. Ten iloczyn wyraża prawdopodobieństwo zderzeń między cząsteczkami o odpowiednio dużej energii, prowadzących do zajścia elementarnych aktów reakcji, analizowanej w skali cząsteczkowej (zobacz – teoria zderzeń).

## Zależności kinetyczne

Krzywe kinetyczne reakcji drugiego rzędu typu A + A → produkty
– stężenie substratu, – stężenie początkowe, – czas połowicznej przemiany

### Reakcja typuA + A → produkty
W reaktorze okresowym jest to reakcja rzędu drugiego o równaniu kinetycznym:
{\displaystyle r=kc^{2},}
gdzie:
{\displaystyle r} – szybkość reakcji,
{\displaystyle c} – stężenie substratu A,
{\displaystyle k} – stała szybkości reakcji.
Przyjmując idealne wymieszanie reagentów i stałą objętość mieszaniny reakcyjnej, równanie bilansu masy ma postać:
{\displaystyle {\frac {dc}{dt}}=-kc^{2},}
a po rozdzieleniu zmiennych i scałkowaniu:
{\displaystyle {\frac {1}{c}}-{\frac {1}{a}}=kt,}
czyli
{\displaystyle {\frac {1}{a}}\cdot \left({\frac {a}{c}}-1\right)=kt,}
gdzie {\displaystyle a} – początkowe stężenie substratu A.
Powyższe zależności ilustrują wykresy:
- krzywa w układzie współrzędnych {\displaystyle c-t,}
- prosta o współczynniku kierunkowym {\displaystyle k} w układzie {\displaystyle 1/c-t.}

Na rysunku dla porównania umieszczono dodatkowo wykres dla reakcji rzędu pierwszego (linia przerywana). Obliczenia wykonano dla tych samych wartości {\displaystyle k.}
Na podstawie równań oblicza się czas połowicznej przemiany (okres półtrwania) substratu, który nie ma stałej wartości (jak w przypadku reakcji pierwszego rzędu). Jest zależny od stężenia początkowego {\displaystyle (a).} Wartość {\displaystyle c=a/2} jest osiągana po czasie:
{\displaystyle t_{1/2}={\frac {1}{ka}}.}

### Reakcja typuA + B → produkty
W reaktorze okresowym jest to reakcja rzędu drugiego o równaniu kinetycznym:
{\displaystyle r=kc_{A}c_{B}}
gdzie:
{\displaystyle c_{A}} – stężenie substratu A,
{\displaystyle c_{B}} – stężenie substratu B,
{\displaystyle k} – stała szybkości reakcji.
Zakładając idealne wymieszanie reagentów, stałą objętość mieszaniny reakcyjnej, początkowe stężenia reagentów A i B równe odpowiednio, a i b oraz podstawiając x = a – cA, równanie bilansu masy ma postać:
{\displaystyle {\frac {dx}{dt}}=k(a-x)(b-x).}
Po rozdzieleniu zmiennych i scałkowaniu ({\displaystyle x=0} dla {\displaystyle t=0}) pozwala ono określić wartość stałej szybkości reakcji na podstawie zależności:
{\displaystyle k={\frac {1}{t}}\cdot {\frac {2{,}303}{a-b}}\cdot \log {\frac {b(a-x)}{a(b-x)}}.}

## Przykłady reakcji drugiego rzędu
| Czas, {\displaystyle t} | {\displaystyle x} | {\displaystyle a-x} | {\displaystyle b-x} | {\displaystyle k} |
| ok. 0                   | 0,003             | 0,0505              | 0,0762              | 5,6               |
| 5                       | 0,0086            | 0,0446              | 0,0703              | 5,8               |
| 10                      | 0,0135            | 0,0398              | 0,0655              | 5,8               |
| 20                      | 0,023             | 0,0322              | 0,0580              | 5,4               |
| 40                      | 0,0311            | 0,0228              | 0,0485              | 5,6               |
| 60                      | 0,0355            | 0,0169              | 0,0427              | 5,5               |

Reakcje drugorzędowe są często spotykane. Jako przykłady są przytaczane m.in. reakcje powstawania jodowodoru i jego rozpadu (szybkość rozpadu proporcjonalna do cHJ2) lub reakcja rozkładu dwutlenku azotu. W tabeli przedstawiono część wyników pomiarów, zmierzających do określenia stałej szybkości reakcji:
C4H9Br + NaOC2H5 → (CH3)2CCH2 + C2H5OH + NaBr
Utrzymywanie się w czasie biegu reakcji stałej wartości {\displaystyle k} świadczy o prawidłowości założenia, że reakcja może być uznawana za reakcję prostą drugorzędową.